# Pseudocrenilabrus philander
Pseudocrenilabrus philander és una espècie de peix de la família dels cíclids i de l'ordre dels perciformes.

## Subespècies
- Pseudocrenilabrus philander dispersus
- Pseudocrenilabrus philander luebberti (Hilgendorf, 1902)
- Pseudocrenilabrus philander philander (Weber, 1897)[1]